# Campionati europei cadetti di scherma 2012
I Campionati europei cadetti di scherma del 2012 ("2012 European Cadets Fencing Championships") sono stati organizzati dalla Confederazione europea di scherma e si sono svolti a Parenzo in Croazia, dal 29 febbraio al 10 marzo 2012.
Nel fioretto, si sono aggiudicati i titoli dei campionati europei l'italiano Francesco Ingargiola, che ha battuto in finale il francese Erwann Auclin, e la russa Kristina Samsonova che ha avuto la meglio sull'italiana Erica Cipressa.
Nella spada l'ucraino Yevgeniy Karyuchenko ha battuto in finale l'israeliano Yuval-Shalom Freilich, ottenendo il titolo europeo cadetti maschile, mentre tra le donne la magiara Reka Bohus ha superato l'italiana Isabella Signani.
Nella sciabola l'italiano Iacopo Rinaldi prevale sul francese Edern Annic, mentre la magiara Anna Marton ha battuto la magiara Nora Mihalik.
Nei campionati europei cadetti a squadre maschili, la nazionale francese ha prevalso nella finale del fioretto contro l'Italia, mentre la nazionale israeliana ha vinto nella spada contro la formazione ucraina, ed infine la nazionale italiana ha avuto la meglio sulla compagine francese nella sciabola.
Nei campionati europei cadetti a squadre femminili, la nazionale italiana ha prevalso nella finale del fioretto contro la Russia, Israele ha vinto nella spada contro la compagine italiana, ed infine la formazione russa ha avuto la meglio sulla nazionale italiana nella sciabola.

## Podi

### Uomini
| Specialità  | Oro                                                                           | Argento                                                                           | Bronzo                                                                        |
| Individuali |                                                                               |                                                                                   |                                                                               |
| Fioretto    | Francesco Ingargiola                                                          | Erwann Auclin                                                                     | Maximilien Chastanet Charles Denis                                            |
| Spada       | Yevgeniy Karyuchenko                                                          | Yuval-Shalom Freilich                                                             | Bernardo Crecchi Sergej Horetskiy                                             |
| Sciabola    | Iacopo Rinaldi                                                                | Edern Annic                                                                       | Ilya Andreev Francesco Bonsanto                                               |
| A squadre   |                                                                               |                                                                                   |                                                                               |
| Fioretto    | Francia Gil-Andre Laviolette Charles Denis Maximilien Chastanet Erwann Auclin | Italia Damiano Rosatelli Alessandro Bertolazzi Francesco Ingargiola Tommaso Ciuti | Russia Alexander Pivovarov Marat Bakirov Anton Zakharikov Andrey Matveev      |
| Spada       | Israele Ariel Drizin Yuval-Shalom Freilich Daniel Fridman Maxim Pozdnyakov    | Ucraina Sergej Horetskiy Yevgeniy Karyuchenko Andriy Mikhalets Denys Potapenko    | Francia Joffrey Berry Hendrick Lerus-Roulez Nelson Lopez-Pourtier Loic Varela |
| Sciabola    | Italia Francesco Bonsanto Iacopo Rinaldi Nicola De Meo Eugenio Castello       | Francia Clement Cambeilh Pierre Colleau Edern Annic -                             | Ucraina Bogdan Platonov Bogdan Lysenko Kostyantyn Voronov Viktor Tarykyn      |

### Donne
| Specialità  | Oro                                                                            | Argento                                                                          | Bronzo                                                                    |
| Individuali |                                                                                |                                                                                  |                                                                           |
| Fioretto    | Kristina Samsonova                                                             | Erica Cipressa                                                                   | Oksana Pogrebniak Martina Sinigalia                                       |
| Spada       | Reka Bohus                                                                     | Isabella Signani                                                                 | Roberta Marzani Nadine Stahlberg                                          |
| Sciabola    | Anna Marton                                                                    | Nora Mihalik                                                                     | Chiara Mormile Ilgin Sarban                                               |
| A squadre   |                                                                                |                                                                                  |                                                                           |
| Fioretto    | Italia Martina Sinigalia Erica Cipressa Federica Lava Matilde Biagiotti        | Russia Kristina Samsonova Regina Garifullina Oksana Pogrebniak Tatiana Goloseeva | Polonia Marika Chrzanowska Sandra Sulik Martyna Dlugosz Julia Chrzanowska |
| Spada       | Israele Rachel Kanevsky Alona Komerov Yafit Gorodetzky Daria Strelnikov        | Italia Isabella Signani Roberta Marzani Nicole Foietta Francesca Tauro           | Polonia Aleksandra Zamachowska Barbara Rutz Karolina Mrochem -            |
| Sciabola    | Russia Valeria Bolshakova Anastasia Gogoleva Sofia Pozdniakova Yana Obvintseva | Italia Flaminia Prearo Chiara Mormile Valentina Pegolo Sofia Ciaraglia           | Ungheria Nora Mihalik Anna Marton Mirella Setalo -                        |